# Déplacement à grande vitesse

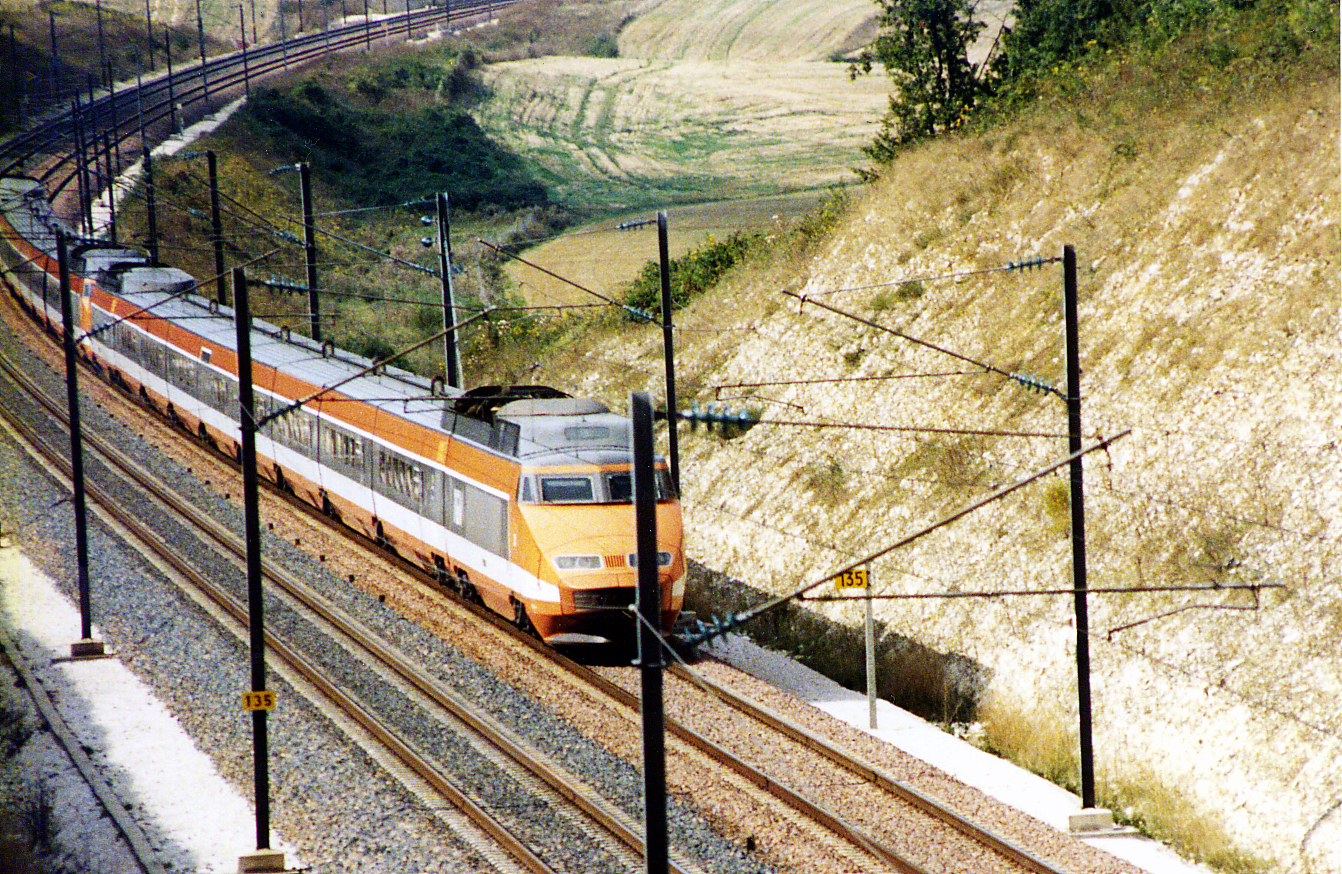
Rame TGV Sud-Est dans sa livrée orange originelle

Les déplacements à grande vitesse caractérisent les modes de transport passagers dont la vitesse dépasse généralement 250 km/h, pour un nombre important de voyageurs, ont été rendus possibles récemment (depuis environ 50 ans)[Quand ?].
L'avion a, dans un premier temps, été utilisé pour des vitesses allant jusqu'à environ 850 km/h, mais les trains à grande vitesse ont permis, sur des lignes adaptées, depuis 30 ans, au Japon et en Europe occidentale des vitesses entre centres-villes de l'ordre de 250 à 320 km/h.
Toutefois, la législation européenne considère que la grande vitesse ferroviaire commence à 200 km/h.

## Technologies

### Monorail
Les monorails à grande vitesse ont utilisé les technologies de :
- train à sustentation magnétique (Transrapid, etc.) ;
- coussin d'air : Aérotrain.

### Navire
Les navires à grande vitesse, sont généralement affectés au transport de passagers et des véhicules. De tels bateaux sont (ou étaient) notamment en service sur les liaisons de quelques heures. On parle de navires à grande vitesse à partir d'une vitesse de 50 à 83 km/h.

## Train-avion: concurrence et intermodalité
En France le développement des lignes TGV a fortement concurrencé les lignes intérieures aériennes. La concurrence entre le train et l'avion dépend principalement de la durée du trajet. Si pour un trajet de moins 2h la part de marché du train est de 90 %, elle descend à 70 % pour un voyage de 3h.
Les compagnies aériennes ne sont pas forcément opposées à ce transfert: les vols courts sont souvent difficilement rentables et leur remplacement par le train permet de libérer des créneaux horaires pour développer leur activité long courrier. Le directeur de la compagnie aérienne Iberia a ainsi salué la réussite de la ligne grande vitesse Madrid-Séville.
De même les riverains des aéroports ne sont pas opposés à ce qu'une partie des déplacements se fasse en train, le train étant moins bruyant et plus propre que l'avion.
La France possède deux gares TGV situées dans un aéroport: Charles-de-Gaulle 2 TGV et Lyon-Saint-Exupéry TGV. En 2006, 45 % des correspondances vers la province depuis l'aéroport de Paris-Charles-de-Gaulle se faisaient en TGV, 55 % en avion. Si Charles-de-Gaulle 2 TGV est un indéniable succès, la gare de Lyon-Saint-Exupéry TGV a des résultats décevants depuis sa création, avec une moyenne 80 voyageurs par jour en correspondance air/fer en 2002. L'intermodalité train-avion se développe en effet surtout pour les vols longs courriers. Air-France a choisi Roissy comme plate-forme de correspondance, qui offre ainsi de nombreuses destinations intercontinentales. Le TGV y remplace les vols intérieurs pour rabattre les passagers de province vers les vols longs courriers. Bien qu'il soit le quatrième aéroport français Lyon-Saint-Exupéry, ne servant pas de hub pour une grande compagnie, n'offre pas la même variété de vols longs courriers. Il est donc plus difficile d'y trouver le trafic de passagers en correspondance qui justifierait une desserte TGV attrayante. Et ce d'autant que l'utilisation par la population locale de la gare TGV de Lyon-Saint-Exupéry est elle aussi faible, l'accessibilité de la gare de Lyon-Part-Dieu étant souvent meilleure. La SNCF préconise de réserver la desserte par le TGV aux aéroports qui bénéficient d'un trafic de plus de quatre millions de passagers par an.
A contrario, il n'est pas indispensable que la gare TGV soit sur le site de l'aéroport : à Roissy 38 % des correspondances TGV se font à partir des gares parisiennes. De son côté, Orly accueille environ 2 000 voyageurs par jour en correspondance TGV avion, venant soit des gares parisiennes, soit pour une plus faible part de Massy TGV distante d'une dizaine de kilomètres.